# Abu-Saïd Uthman I
Abu-Saïd Uthman (I) ibn Yaghmuràssan (àrab: أبو سعيد عثمان بن يغمراسن, Abū Saʿīd ʿUṯmān b. Yaḡmurāsan) o, més senzillament, Abu-Saïd Uthman I fou el segon emir independent dels abdalwadites o zayyànides de Tlemcen. Va succeir el seu pare Abu-Yahya I Yaghmuràssan ibn Zayyan quan va morir el 1283 sent proclamat i jurat el febrer del 1283.
Fou notable per les nombroses victòries aconseguides i les fortaleses i llocs que va sotmetre. Va derrotar i matar l'emir dels Banu Tudjin Ibn Abd al-Kaw i va conquerir Wenscheris i Médéa; als maghrawa (Awlad Mandil) els va arrabassar Mazouna, Ténès i Brechk i va obligar el seu emir Muhàmmad ibn Thàbit ibn Mandil a fugir per mar (1295); després va assetjar Bugia assolant els territoris de la rodalia i incendiant diversos pobles dependents d'aquesta ciutat; l'emir hàfsida de Tunis va considerar prudent enviar regals i demanar la pau. Després va perseguir als àrabs hilàlides als que va empaitar fins a Teghalim al Sàhara.
Però la lluita principal fou contra els marínides: Abu-Yaqub Yússuf an-Nàssir ibn Yaqub va iniciar cinc expedicions o campanyes contra Tlemcen; en les quatre primeres fou rebutjat però a la cinquena va arribar (1299) amb un exèrcit molt nombrós i va aconseguir apoderar-se de totes les fortaleses de l'emirat de Tlemcen, excepte aquesta mateix que fou assetjada; el sultà marínida va construir no gaire lluny una vila nova per servir mentre durava el setge, on va aixecar palaus, banys mesquites, mercats, i li va donar el nom de Tlemcen la Nova; el bloqueig de Tlemcen fou intens. Però durant el setge el fill del sultà, Abu Amir, en cooperació amb el visit Ibn Attu, van preparar una revolta; quan el sultà ho va saber va marxar a Marràqueix i va assetjar als dos rebels que van fugir i es van refugiar a Tlemcen; Abu-Saïd Uthman I els va acollir amb honors. Un temps després Abu Amir va aconseguir ser perdonat pel seu pare i va tornar amb aquest; Abu-Yaqub Yússuf llavors va demanar l'entrega del visir Ibn Attu, però el abdalwadita va refusar trair l'hospitalitat oferta.
Abu-Saïd Uthman I va morir a Tlemcen el 6 de juny de 1304, al cinquè anys de setge, d'una apoplexia mentre es banyava. El va succeir el seu fill Abu Zayyan I Muhammad ibn Abi Said Uthman ibn Yaghmuràssan Abu Zayyan
| Precedit per: Abu-Yahya I Yaghmuràssan | emir abdalwadita 1283-1304 | Succeït per: Abu-Zayyan I |